# Juryzdyka (Dąbrowa Białostocka)
Juryzdyka – część miasta Dąbrowa Białostocka  w powiecie sokólskim, w województwie podlaskim. Dawniej samodzielna wieś, dwa razy włączana do Dąbrowy. Rozpościera się wzdłuż ulicy 3 Maja, w centrum miasta, na południe od dąbrowskiego rynku, poniżej kościoła św. Stanisława. Od południa przechodzi w Jasionówkę.

## Historia
Juryzdyka to dawniej samodzielna wieś należąca do gminy Dąbrowa w powiecie sokólskim, od 1918 w województwie białostockim. 13 października 1919 wyłączono ją z gminy Dąbrowa i włączono (po raz pierwszy) do odzyskującej prawa miejskie Dąbrowy.
Podczas okupacji hitlerowskiej odebrano prawa miejskie Dąbrowie, a miasto podzielono w 1944 roku na sześć gromad, w tym Juryzdyka, które włączono ponownie do gminy Dąbrowa. Stan rzeczy ustawodawstwo polskie usankcjonowało ze znacznym opóźnieniem, bo dopiero 1 stycznia 1951.
Jednak w przeciwieństwie do stanu z 1944, w 1951 roku powołano pięć (nie sześć) gromad, łącząc Dąbrowę z Juryzdyką w jedną gromadę o nazwie Dąbrowa Grodzieńska. Brak zgodności między ustawodawstem okupacyjnym (funkcjonującym de facto) a polskim (obowiązującym de jure) sprawiło, że Juryzdykę nadal wymieniano jako gromadę w gminie Dąbrowa, także po 1951 roku.
Jesienią 1954, w związku z reformą administracyjną państwa, Juryzdyka (formalnie jako składowa gromady Dąbrowa Grodzieńska) weszła w skład nowo utworzonej gromady Dąbrowa. 1 stycznia 1956 roku gromadę przyłączono do nowo utworzonego powiatu dąbrowskiego w województwie białostockim.
1 stycznia 1965 gromadę Dąbrowa Białostocka zniesiono w związku z nadaniem jej praw miejskich, w związku z czym Juryzdyka stała się po raz drugi częścią Dąbrowy Białostockiej.